# ۱۶ روباه
۱۶ روباه یک ستاره است که در صورت فلکی روباهک قرار دارد.